# تاریخ عروسی (فیلم)
تاریخ عروسی (به انگلیسی: The Wedding Date) فیلمی محصول سال ۲۰۰۵ و به کارگردانی کلیر کیلنر است. در این فیلم بازیگرانی همچون دبرا مسینگ، درموت مالرونی، ایمی آدامز، جک دونپورت، سارا پریش، پیتر ایگن، هالند تیلور ایفای نقش کرده‌اند.